# Seznam evroposlancev iz Finske
Seznam evroposlancev iz Finske je krovni seznam.

## Seznami
- seznam evroposlancev s Finske (1995-1999)
- seznam evroposlancev s Finske (1999-2004)
- seznam evroposlancev s Finske (2004-2009)
- seznam evroposlancev s Finske (2009-2014)
- poimenski seznam evroposlancev s Finske